# Snekkersten strand
Snekkersten strand er en badestrand som ligger i Helsingør Kommune, i Nordsjælland. Stranden er 300 meter lang og 20 meter bred.